# Konstrukce

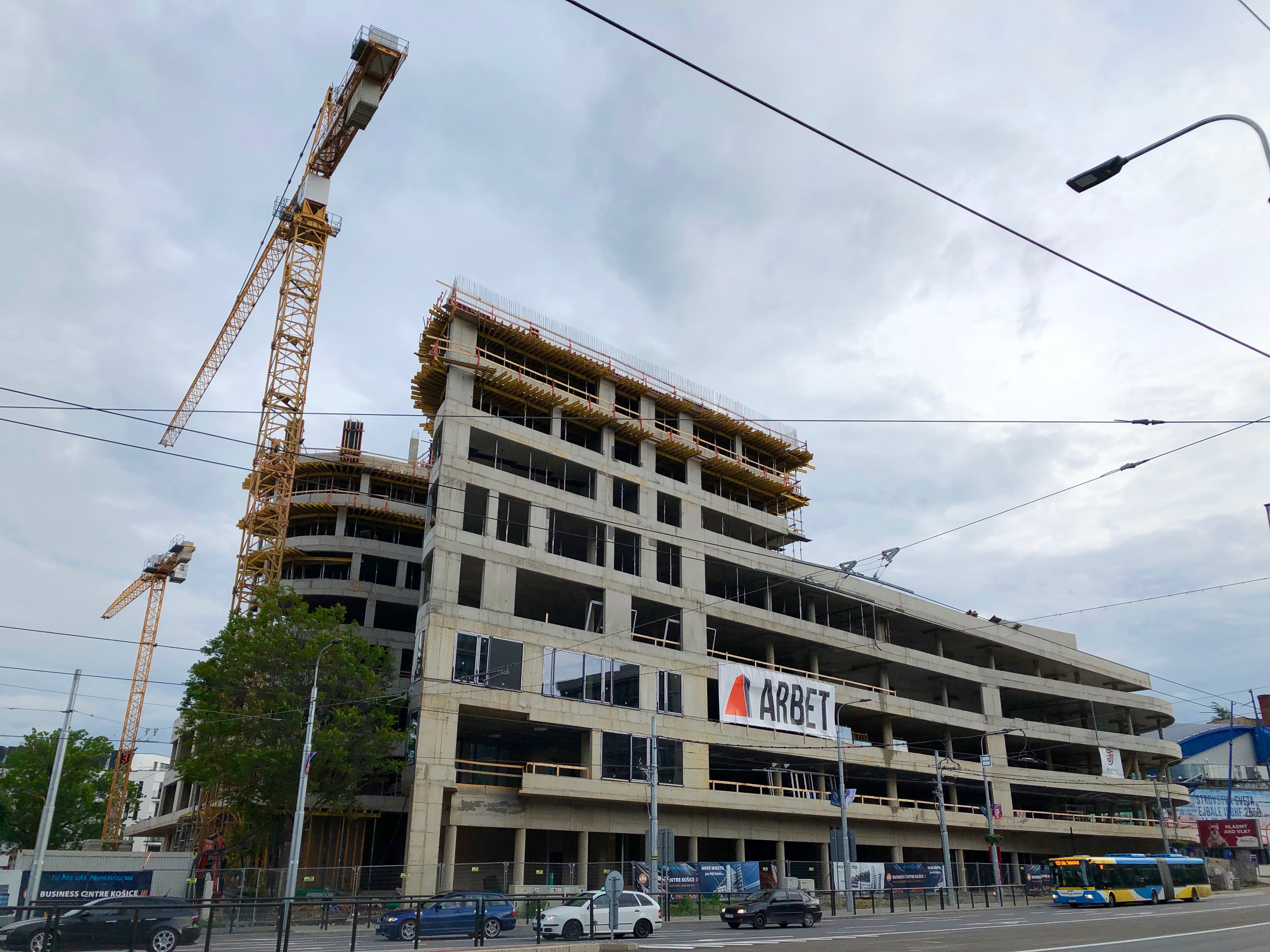
Výstavba administrativního centra v Košicích

Konstrukce (latinsky con-struere, se-stavovat) či výstavba, stavba jsou termíny označující jakékoliv sestavování objektů, systémů či organizací. Sloveso konstruovat znamená akt stavění, sestavování. Podstatné jméno konstrukce popisuje jak je něco sestavené, jakou má strukturu. V přeneseném slova smyslu se jedná o skladbu těla živočichů či o úvahu.
Nejčastěji se toto slovo používá v souvislosti s výstavbou budov či infrastruktury a činnostmi souvisejícími s celou jejich životností. Běžná taková konstrukce začíná plánováním, financováním, navrhováním a pokračuje až do té doby, než je daný objekt dokončen a připraven k používání. Konstrukce něčeho také zahrnuje akt údržby, přestavby či demolice, kterou dle považovat za dekonstrukci.
V průmyslu výstavba (konstrukce něčeho) zahrnuje přes 10 % světového HDP a zaměstnává přibližně 7 % světové pracovní síly.
Ve strojírenských (strojních) oborech slovo "konstrukce" obvykle supluje "konstruování", tedy část technické přípravy výroby (konstrukční příprava výroby, "konstrukční rozvoj", designing). Konstrukce výrobku (design) představuje potom jeho základní vlastnost ("stavbu stroje" ,tvar, členění, rozměry, počet částí, materiály atd.). Technologičnost konstrukce pak představuje vlastnost výrobku ukazující, jak bude produkt (a jeho části) vhodně vyráběn a sestavován (montován). . S tím souvisí i pojem demontáž, jako metoda "rozebírání" produktu.